# Zhuanjiao Xiang
Zhuanjiao Xiang (kinesiska: 篆角, 篆角乡) är en socken i Kina. Den ligger i provinsen Yunnan, i den sydvästra delen av landet, omkring 280 kilometer sydost om provinshuvudstaden Kunming. Antalet invånare är 22 197. Befolkningen består av 10 343 kvinnor och 11 854 män. Barn under 15 år utgör 29,0 %, vuxna 15-64 år 63 %, och äldre över 65 år 7,0 %.
Genomsnittlig årsnederbörd är 1 420 millimeter. Den regnigaste månaden är juli, med i genomsnitt 282 mm nederbörd, och den torraste är februari, med 12 mm nederbörd.